# Syndrome de Duane
Le syndrome de Duane est un type rare de strabisme congénital qui se caractérise le plus souvent par l'incapacité de l'œil à se déplacer vers l'extérieur, par la limitation de ses mouvements horizontaux, ou une rétraction du globe et un rétrécissement des fentes palpébrales en adduction. Le syndrome a été décrit pour la première fois par les ophtalmologistes Jakob Stilling (1887) et Siegmund Türk (1896), puis nommé d'après Alexander Duane, qui a présenté le trouble de manière plus détaillée en 1905.
D'autres noms pour cette affection incluent : le syndrome de rétraction de Duane, le syndrome de rétraction des yeux, le syndrome de rétraction, le syndrome de rétraction congénital et le syndrome de Stilling-Türk-Duane.

## Description

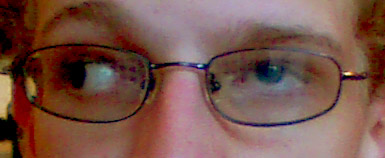
Patient atteint du syndrome de Duane tentant de regarder loin à droite. Remarquez que l'œil gauche affecté regarde droit et vers le haut, plutôt que de suivre l'œil droit vers la droite.

Le syndrome de Duane se caractérise par une limitation de l'abduction (mouvement vers l'extérieur) de l'œil atteint, ainsi qu'une limitation moins marquée de l'adduction (mouvement vers l'intérieur) du même œil. Lors de l'adduction, il y a une rétraction du globe oculaire dans l'orbite, accompagnée d'un rétrécissement associé de la fente palpébrale (fermeture de l'œil). En revanche, lors d'une tentative d'abduction, il y a un élargissement de la fissure palpébrale. Cependant, selon Mein et Trimble, ce phénomène "est probablement sans importance" car il se produit également dans d'autres conditions où l'abduction est limitée. Les personnes atteintes du syndrome de Stilling-Turk-Duane peuvent également présenter une mauvaise convergence et une rotation de la tête vers le côté de l'œil affecté pour compenser les limitations de mouvement de l'œil ou des yeux et pour maintenir la vision binoculaire.
Bien qu'il soit généralement isolé aux anomalies oculaires, le syndrome de Duane peut être associé à d'autres problèmes, notamment des anomalies de la colonne cervicale : syndrome de Klippel-Feil, syndrome de Goldenhar, hétérochromie et surdité congénitale.

## Causes
Le syndrome de Duane est très probablement une erreur de câblage des muscles oculaires, qui fait que certains muscles oculaires se contractent quand ils ne le devraient pas et que d'autres ne se contractent pas quand ils le devraient. Alexandrakis et Saunders ont constaté que, dans la plupart des cas, le noyau et le nerf abducens sont absents ou hypoplasiques, et que le muscle droit latéral est innervé par une branche du nerf oculomoteur. Ce point de vue est soutenu par les travaux antérieurs de Hotchkiss et al. qui ont rapporté les résultats de l'autopsie de deux patients atteints du syndrome de Duane. Dans les deux cas, le noyau et le nerf du sixième nerf crânien étaient absents, et le muscle droit latéral était innervé par la division inférieure du troisième nerf ou nerf oculomoteur. Cette mauvaise orientation des fibres nerveuses fait que des muscles opposés sont innervés par le même nerf. Ainsi, lors d'une tentative d'abduction, la stimulation du muscle droit latéral par le nerf oculomoteur sera accompagnée de la stimulation du muscle droit médial opposé par le même nerf, un muscle qui travaille à l'adduction de l'œil.
Ainsi, une co-contraction des muscles se produit, limitant la quantité de mouvement réalisable et entraînant également la rétraction de l'œil dans l'orbite. Ils ont également remarqué des facteurs mécaniques et les ont considérés comme secondaires à la perte d'innervation : Au cours de la chirurgie corrective, des attaches fibreuses ont été trouvées reliant le recti horizontal et les parois orbitales et une fibrose du rectus latéral a été confirmée par biopsie. Cette fibrose peut avoir pour conséquence que le droit latéral est « serré » et agit comme une longe ou une laisse. La co-contraction des recti médial et latéral permet au globe de glisser vers le haut ou vers le bas sous le rectus latéral serré, produisant les mouvements de haut en bas caractéristiques de l'affection.

## Génétique
Il existe deux associations génétiques connues avec le syndrome de Duane. Dans certaines familles, l'affection est associée à des variantes du gène de la Chimérine 1 (en) et dans d'autres, elle est associée à des variantes du gène du facteur de transcription MafB.

## Diagnostics

### Classification
Le syndrome de Duane a trois variantes :
- Type I : Abduction limitée avec ou sans ésotropie
- Type II : Adduction limitée avec ou sans exotropie
- Type III : Limitation de l'abduction et de l'adduction et toute forme de strabisme horizontal.

Brown (1950) classe le syndrome de Duane en fonction des caractéristiques de la limitation du mouvement.
- Type A : avec une abduction limitée et une limitation moins marquée de l'adduction.
- Type B : présentant une abduction limitée mais une adduction normale
- Type C : la limitation de l'adduction dépasse la limitation de l'abduction. Il existe une déviation exotrope et une rotation de la tête pour compenser la perte d'adduction.

Le premier type est plus fréquent et représente 85 % des cas,.

### Diagnostic différentiel
Dans le contexte clinique, les principales difficultés du diagnostic différentiel découlent de l'âge très précoce auquel les patients atteints de cette affection se présentent pour la première fois. Le clinicien doit persévérer dans l'examen de l'abduction et de l'adduction, et dans la recherche de tout changement associé des fissures palpébrales ou des postures de la tête, lorsqu'il tente de déterminer si ce qui se présente souvent comme un strabisme infantile commun est en fait le syndrome de Duane. Les modifications des fissures et les autres caractéristiques associées au syndrome de Duane, telles que les poussées vers le haut ou vers le bas et la rétraction du globe, sont également essentielles pour déterminer si une limitation de l'abduction est le résultat du syndrome de Duane et non une conséquence d'une paralysie du nerf crânien VI ou abducens.
Le syndrome de Duane acquis est un événement rare survenant après une paralysie du nerf périphérique.

## Traitement
La majorité des patients ne présentent aucun symptôme et sont capables de maintenir la binocularité avec seulement une légère rotation du visage. L'amblyopie est peu fréquente et, lorsqu'elle est présente, rarement dense. Elle peut être traitée par occlusion, et toute erreur de réfraction peut également être corrigée.
Le syndrome de Duane ne peut être guéri, car le nerf crânien « manquant » ne peut être remplacé et, traditionnellement, on ne s'attendait pas à ce que la chirurgie entraîne une augmentation de l'amplitude des mouvements oculaires. L'intervention chirurgicale n'est donc recommandée que lorsque le patient est incapable de maintenir la binocularité, lorsqu'il présente des symptômes ou lorsqu'il est obligé d'adopter une position de la tête inesthétique ou inconfortable pour maintenir la binocularité. Les objectifs de la chirurgie sont de placer l'œil dans une position plus centrale et, par conséquent, de placer le champ de binocularité dans une position plus centrale également, et de surmonter ou de réduire la nécessité d'adopter une posture anormale de la tête. Parfois, la chirurgie n'est pas nécessaire pendant l'enfance, mais devient appropriée plus tard dans la vie, lorsque la position de la tête change (vraisemblablement en raison d'une contracture musculaire progressive).
Les approches chirurgicales comprennent la récession du muscle droit médian dans l'œil concerné ou les deux yeux. En affaiblissant les muscles droits médians, cette procédure améliore l'apparence du regard croisé mais n'améliore pas les mouvements oculaires vers l'extérieur (abductions). Morad et al. ont montré une amélioration de l'abduction après une modeste récession unilatérale du muscle droit médial et une résection du muscle droit latéral dans un sous-groupe de patients présentant une légère rétraction des yeux et une bonne adduction avant l'opération. Il a été démontré que la transposition latérale des muscles verticaux décrite par Rosenbaum améliore l'amplitude des mouvements de l'œil. La procédure chirurgicale permet d'obtenir un champ binoculaire de 40 à 65 degrés. La fixation à la paroi orbitaire du muscle droit latéral (le muscle est désinséré et rattaché à la paroi orbitaire latérale) est recommandée comme méthode efficace pour inactiver un muscle droit latéral en cas d'anomalie marquée de l'innervation et de co-contraction sévère.

## Épidémiologie
La plupart des patients sont diagnostiqués avant l'âge de 10 ans et le syndrome de Duane est plus fréquent chez les filles (60 % des cas) que chez les garçons (40 % des cas). Une étude française rapporte que ce syndrome représente 1,9 % de la population des strabiques, que 53,5 % des patients sont des femmes, qu'il est unilatéral dans 78 % des cas et que l'œil gauche (71,9 %) est plus fréquemment affecté que le droit. Environ 10 à 20 % des cas sont familiaux ; ceux-ci sont plus susceptibles d'être bilatéraux que le syndrome de Duane non familial.